# Historia de Groenlandia

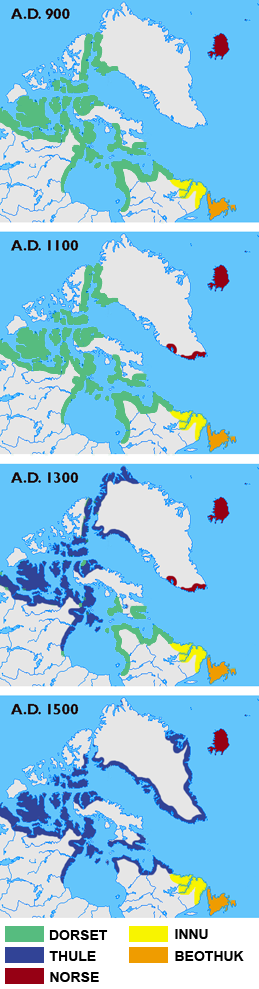
Culturas árticas.

La historia de Groenlandia, la mayor isla del mundo —teniendo en cuenta a Australia como masa continental—, es la historia de la subsistencia bajo las extremas condiciones de vida en el clima ártico: una capa de hielo cubre el 84 % de la superficie de la isla, restringiendo la actividad humana a las costas. Groenlandia era desconocida en Europa hasta el siglo X, cuando fue descubierta por vikingos de origen noruego recién asentados en Islandia. Antes de ese «descubrimiento», Groenlandia ya estuvo habitada durante siglos por pueblos árticos y en el norte y occidente de la isla vivía el pueblo de la cultura Dorset en la época de la llegada vikinga. Los ancestros directos de los modernos inuit no llegaron a la isla hasta el año 1200. Los inuit fueron el único pueblo que habitó la isla durante siglos, pero, en recuerdo de la colonización vikinga, Dinamarca reclamó el territorio y lo colonizó a partir del siglo XVIII, obteniendo así varios privilegios, como el monopolio comercial.
Durante la Segunda Guerra Mundial, Groenlandia se separó de hecho, tanto social como económicamente, de Dinamarca, acercándose más a Estados Unidos y Canadá. Tras la guerra, el control de la isla volvió a Dinamarca, levantándose su estatus colonial, y aunque Groenlandia sigue siendo parte del Reino de Dinamarca, es autónoma desde 1979. Pese a formar parte de Dinamarca, la isla no es territorio de la Unión Europea, tras haber abandonado la Comunidad Económica Europea en 1985, si bien posee el estatus de estado asociado.

## Inmigraciones Paleoesquimales

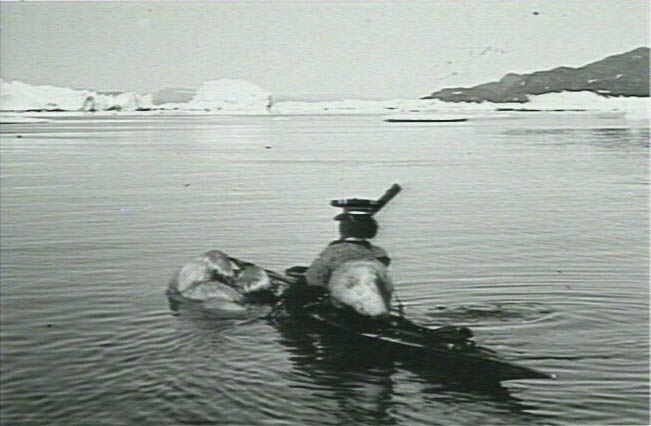
Cacería y pesca han sido siempre actividades muy importantes en Groenlandia. El oso polar es una de las especies exóticas que habitan esta isla.

La prehistoria de Groenlandia es la historia repetida de inmigraciones esquimales desde las tierras de América del Norte. Una de las constantes de estas culturas fue la de llevar la vida al filo de la habitabilidad humana, con culturas que llegaron y se fueron de la isla durante siglos. Tras la exploración escandinava de Groenlandia, la arqueología sólo puede dar fechas aproximadas de estas inmigraciones:
- La Cultura Saqqaq: 2500 a. C. - 800 a. C. (Sur de Groenlandia)
- La Cultura Independencia I: 2400 a. C. - 1300 a. C. (Norte de Groenlandia)
- La Cultura Independencia II: 800 a. C. - 1 a. C. (muy al Norte de Groenlandia)
- La Cultura Dorset temprana o Cultura Dorset I: 700 a. C. - 1 d C. (Sur de Groenlandia).
- La Cultura Dorset oriental entre los años 1 y 800 d C.
- La Cultura Dorset tardía, hasta una fecha entre 1150 y 1350 d C., contemporánea con los primeros inuit de la cultura Thule en Groenlandia y con los  establecimientos vikingos.[2]

## Asentamiento nórdico
Según las sagas nórdicas, Groenlandia es descubierta hacia el año 900 por el navegante noruego Gunnbjörn Ulfsson. Durante la década de 980, los vikingos asentados en Islandia fueron los primeros visitantes europeos de Groenlandia, explorando la deshabitada costa sudoccidental de la isla.
La exploración definitiva previa a su colonización se produjo cuando Erik el Rojo fue exiliado de Islandia, tras asesinar a un vecino, navegando hasta Groenlandia, donde pasó tres años explorando su línea costera. Al finalizar el periodo de su condena, regresó a Islandia para atraer gente a la isla. El nombre actual de Groenlandia (Grønland) tiene sus orígenes en este interés por colonizarla (los inuit llaman a la isla Kalaallit Nunaat, “Nuestra Tierra”), dándose muchas especulaciones acerca del origen de esta denominación. Hay quienes argumentan que las costas en cuestión eran literalmente verdes (“grøn” significa verde) en esa época, debido al óptimo climático bajo-medieval, mientras otros sospechan que era más un nombre “con gancho” para atraer a más gente al asentamiento.
La fecha del establecimiento de la colonia (según las sagas) fue en 985, cuando 25 barcos partieron con Erik el Rojo desde Islandia, de los cuales sólo 14 llegarían sin percances a Groenlandia. Esta fecha ha sido confirmada aproximadamente por las pruebas de radiocarbono efectuadas en los restos arqueológicos hallados en el primer asentamiento en Brattahlid (la actual Qassiarsuk), que dio una fecha de alrededor del año 1000. De acuerdo con las sagas, fue en ese año 1000 cuando el hijo de Erik, Leif Eriksson, partió del asentamiento para descubrir Vinlandia (generalmente se acepta que se trataba de la isla de Terranova).
En su periodo álgido la colonia nórdica llegó a alcanzar entre 3.000 y 5.000 habitantes, inicialmente en dos asentamientos: el más grande era el Asentamiento Oriental (Eystribyggd), donde se hallaba Brattahlid, la residencia de Erik; el otro era el Asentamiento Occidental (Vestribyggd), con un máximo de población de unas 1000 personas. La ocupación del territorio se efectuó por medio de granjas, de las cuales había unas 400 aproximadamente. Era una colonia importante (como comparación, la población de Groenlandia en la actualidad es de sólo 56.000 personas), que comerciaba con Europa con marfil de los colmillos de las morsas, así como exportando cuerdas, ovejas y pieles de ganado y de foca. La colonia dependía de Europa en el abastecimiento de hierro y de madera para la construcción. Barcos comerciales viajaban cada año a Groenlandia desde Islandia, y ocasionalmente desde Noruega.

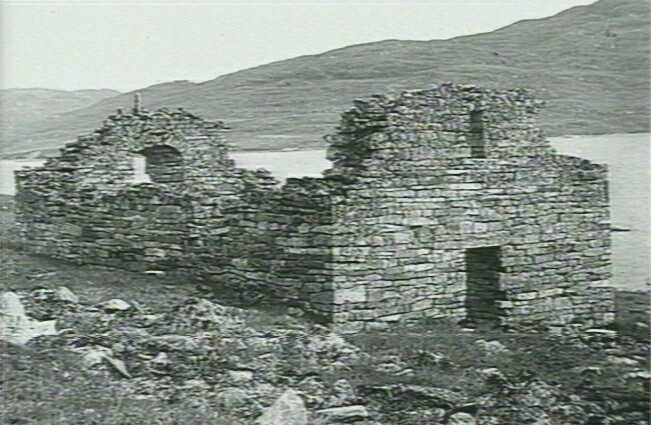
Los más recientes registros escritos sobre los vikingos en Groenlandia corresponden a un matrimonio en 1408 en la iglesia de Hvalsey, que son las ruinas actualmente mejor preservadas de esa época.

En 1126, se fundó una diócesis en Gardar (Garðar, en la actualidad Igaliku). Fue obra de la archidiócesis noruega de Nidaros; al menos cinco iglesias se han encontrado en la Groenlandia vikinga gracias a los trabajos arqueológicos. En 1261, la población aceptó la soberanía noruega, aunque siguió manteniendo sus propias leyes. En 1380, el reino de Noruega se unió al reino de Dinamarca.
Sin embargo, la colonia escandinava no prosperaba. El Asentamiento Occidental se abandonó hacia 1350, bien por el agravamiento paulatino de las condiciones climáticas, bien por la presión territorial que los inuit Thule empezaban a ejercer. En 1378, ya no había obispo en Garðar. Es probable que el Asentamiento Oriental desapareciese en el siglo XV aunque no hay fechas exactas. El cartógrafo danés Claudius Clavus parece haber visitado Groenlandia hacia 1420, y en una carta fechada en 1448 en Roma, el Papa Nicolás V instó a los obispos de Skálholt y Hólar (los dos episcopados islandeses) a asegurarse de proporcionar a los habitantes de Groenlandia sacerdotes y un obispo. Las pruebas de radiocarbono han dado una fecha de 1430 ± 15 años. Probablemente un cambio climático (denominado Pequeña Edad de Hielo) ocasionó la desaparición de la colonia; otra teoría es que el suelo fue sobreexplotado hasta que dejó de ser fértil. Otra posible causa sería que el comercio de marfil procedente del Sáhara socavó el mercado de marfil de morsa. La falta de adaptación de los nórdicos a las nuevas condiciones ha sido en parte refutada por nuevas investigaciones que demuestran que cambiaron su dieta basada en un 80% en alimentos de granja por otra compuesta, en un 80%, por alimentos marinos.1 Otras teorías han relacionado la reducción de población con la Muerte Negra, o con piratas vascos o ingleses.

## Culturas Dorset tardía y Thule

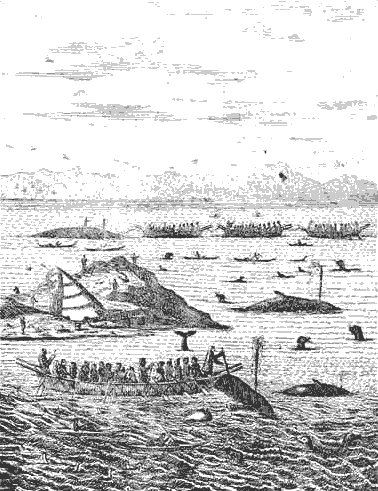
Los Thule eran balleneros consumados, tal y como los describió el misionero noruego Hans Egede en el.

Está establecido que posible que los colonos nórdicos no eran el único pueblo de la isla en el momento de su llegada; los paleoesquimales de la cultura Dorset tardía probablemente se establecieron antes que ellos. Sin embargo, este pueblo ocupó el extremo noroeste de Groenlandia, lejos de los asentamientos vikingos que estaban ubicados más bien hacia las costas del suroeste. La evidencia arqueológica apuntaría hacia la presencia de esta cultura poco tiempo antes de los asentamientos islandeses. Esta cultura desapareció hacia principios del siglo XIII, casi al mismo tiempo que la presencia nórdica en el Asentamiento Occidental. Se estima la presencia de entre cuatro y treinta familias dorset que se reunían periódicamente al concluir sus ciclos de desplazamiento.
Hacia el año 1200, se estableció otra cultura ártica, los inuit Thule, que llegaron desde el oeste y que habían llegado a América 200 años antes por Alaska. Se asentaron hacia el sur de la cultura Dorset, ocupando amplias áreas en la costa este y oeste de Groenlandia. Estos son los ancestros de los inuit actuales, y tenían mayor facilidad de adaptación, cazando cualquier presa disponible en tierra o mar. Acostumbraban almacenar grandes cantidades de alimentos para evitar el hambre durante el invierno. Los primeros Thule evitaron las altas latitudes, las que sólo se poblaron con la llegada de nuevas migraciones desde Canadá en el siglo XIX.
No está claro qué tipo de contacto tuvieron los asentamientos Thule, Dorset y nórdicos, pero seguramente incluyeron intercambios de bienes. De las tres culturas que habitaban Groenlandia en esa época, solo la Thule sobrevivió hasta nuestros días. El nivel de contacto es tema de debate en la actualidad, aunque posiblemente haya existido el comercio con pueblos Thule o Dorset en Canadá. No se han encontrado artículos vikingos en los sitios arqueológicos dorset; algunas historias hablan de conflictos armados, los cuales pudieron contribuir a la desaparición de los nórdicos y de los dorset de Groenlandia, pero esta hipótesis no tiene consenso.

## Colonización danesa

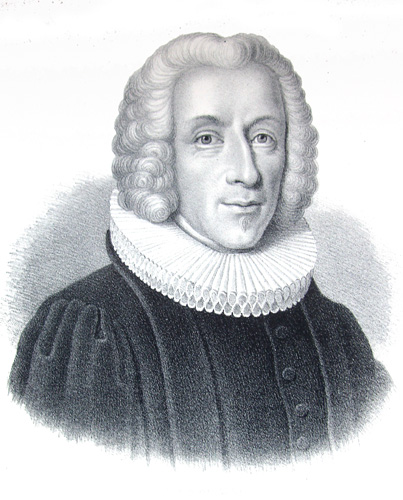
Hans Egede, misionero noruego en Groenlandia.

En 1536, Dinamarca y Noruega se unieron oficialmente, y Groenlandia empezó a ser considerada más una dependencia danesa que noruega. Aun cuando no había casi ningún contacto, el rey danés seguía reivindicando su dominio sobre la isla. En los años 1660 se incluyó un oso polar en el escudo danés. Durante el siglo XVII, la caza de ballenas condujo a barcos ingleses, holandeses y alemanes hasta Groenlandia, donde procesaban las ballenas amarrados a la costa, pero no se estableció ningún poblado permanente. En 1721, una expedición mercantil y religiosa organizada por el misionero noruego Hans Egede fue enviada a Groenlandia, preocupados al desconocer si aún quedaban pobladores europeos en la isla y si estos, llegados antes de la reforma, todavía eran católicos. La expedición formó parte de la colonización danesa en América. Poco a poco, Groenlandia se abrió al comercio para las empresas danesas y se cerró para la de otros países. Esta nueva colonia tuvo por centro Godthåb ("Buena Esperanza"), situada en la costa sudoeste. Los habitantes inuit de las cercanías de la colonia se convirtieron a la fe cristiana.
Al separarse Noruega de Dinamarca en 1814, tras las Guerras Napoleónicas, las antiguas colonias de origen noruego, entre ellas Groenlandia, quedaron bajo el control danés. Durante el siglo XIX, Groenlandia fue punto de interés para los exploradores y científicos polares, tales como William Scoresby y Knud Rasmussen. En la misma época, se afianzó la colonización danesa y las misiones fueron bastante exitosas. En 1861, se publicó el primer periódico en idioma inuktitut. Sin embargo, la justicia danesa sólo se aplicaba a los colonos.
Hacia principios del siglo XIX, Groenlandia permanecía despoblada por encima de la latitud 81° N; la única presencia en esa zona era la de cazadores, quienes construían refugios para albergarse mientras realizaban su actividad. Esta situación cambió hacia mediados de siglo con la inmigración desde Canadá de familias inuit que se establecieron en esa zona; los últimos grupos llegaron a Groenlandia en 1864. Durante el mismo período, el comercio y las condiciones económicas decayeron, por lo que la parte este de la isla comenzó a despoblarse.
Entre 1862 y 1863 se realizaron por primera vez en Groenlandia elecciones democráticas para elegir representantes distritales, y en 1911, se crearon dos Landstings (concejos), uno para el norte y otro para el sur, los cuales se unieron a partir de 1951. Sin embargo, las decisiones importantes para la isla se tomaban en Copenhague, donde los habitantes de Groenlandia no tenían representación.

## Importancia estratégica
Después de que Noruega obtuviese la independencia en 1905, se negó a aceptar la soberanía danesa sobre Groenlandia, que muchos noruegos consideraban una antigua posesión de su país. En 1931, el ballenero noruego Hallvard Devold ocupó la parte este (deshabitada) de Groenlandia, por propia iniciativa. Tras eso, la ocupación fue apoyada por el gobierno noruego. Dos años después, la Corte Internacional de Justicia falló a favor de la pretensión danesa, que fue entonces aceptada por Noruega.

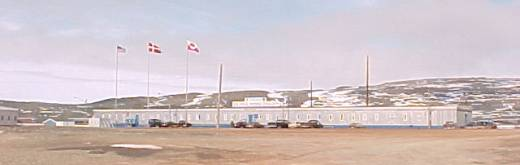
La base aérea de Thule, establecida durante la Segunda Guerra Mundial, es la base aérea más al norte de la fuerza aérea de los Estados Unidos.

Durante la Segunda Guerra Mundial, cuando Alemania extendió sus operaciones de guerra a Groenlandia, Henrik Kauffmann, el embajador danés para Estados Unidos -que se negaba a reconocer la ocupación alemana de Dinamarca- , firmó el 9 de abril de 1941 un tratado con los Estados Unidos, permitiendo a sus fuerzas armadas el establecimiento de bases en Groenlandia. Debido a los problemas que tenía Dinamarca para gobernar la isla durante la guerra, y debido a la exitosa exportación que esta conseguía (sobre todo de criolita), Groenlandia empezó a disfrutar de un estatus más independiente. Sus suministros estaban garantizados por Estados Unidos y Canadá.
Durante la Guerra Fría, Groenlandia cobró una destacada importancia estratégica, al controlar parte de los accesos entre los puertos árticos soviéticos y el Océano Atlántico, así como al ser una buena base para la observación de los posibles usos de misiles balísticos intercontinentales, que se planeaba que debían sobrevolar el Ártico. En el noroeste se creó una base aérea permanente, la base de Thule (ahora Qaanaaq). En 1953, algunas familias inuit fueron obligadas por Dinamarca a desalojar sus casas para dejar espacio a las ampliaciones de la base. Por esta razón, la base ha sido una fuente de fricciones entre el gobierno danés y los groenlandeses. Estos problemas crecieron el 21 de enero de 1968, cuando se produjo un accidente nuclear: un bombardero B-52 que llevaba cuatro bombas de hidrógeno se estrelló cerca de la base, dejando escapar grandes cantidades de plutonio sobre el hielo. Aunque casi todo el plutonio se retiró, los nativos aún hablan de deformidades en animales a consecuencia de este desastre.

## Gobierno local
El estatus colonial de Groenlandia fue levantado en 1953, cuando se convirtió en parte integral del reino danés, con representación en el Folketing. Dinamarca inició también un programa para proveer servicios médicos y de educación para los groenlandeses. Esto condujo a una mayor concentración de la población en las ciudades. Como la mayoría de los habitantes son pescadores, el desempleo aumentó, así como otros problemas sociales.
Al participar Dinamarca en la cooperación europea que más tarde se convirtió en la Comunidad Económica Europea, se produjeron nuevas fricciones con la antigua colonia. Groenlandia sentía que las restricciones aduaneras de la Unión Europea serían perjudiciales para su comercio, mayoritariamente dirigido hacia países de América. Luego de la incorporación de Dinamarca, incluida Groenlandia, a la Unión en 1973 (a pesar de que el 74% de los groenlandeses votaron NO en el referéndum), muchos habitantes consideraron que su representación en Copenhague no era suficiente y los partidos locales presionaron por la autogestión. El Folketing accedió en 1978 a la creación de un gobierno local a partir de 1979. El 23 de febrero de 1982, por una mayoría del 53%, los groenlandeses votaron por separarse de la Comunidad Económica Europea, lo que se hizo efectivo en 1985.
El gobierno local groenlandés se presenta como una nación inuit. Los nombres de lugares en danés han sido reemplazados por nombres locales. Godthåb, el centro de la civilización danesa en la isla, ahora se llama Nuuk, la capital de un gobierno prácticamente soberano. En 1985 se estableció la bandera de Groenlandia, a partir de los colores de la bandera de Dinamarca. Sin embargo, el movimiento en busca de una soberanía total todavía no ha ganado consenso.
Las relaciones internacionales, antes manejadas por Dinamarca, son actualmente en su mayor parte manejadas localmente. Tras separarse de la Unión Europea, Groenlandia ha firmado tratados especiales con la Unión y se ha unido también a varias organizaciones con Islandia, las Islas Feroe, así como con la población inuit de Canadá y de Rusia. También es miembro fundador de la organización ambiental Consejo del Ártico (1996). Está pendiente la renegociación del tratado de 1951 entre Dinamarca y los Estados Unidos, esta vez con la participación del gobierno local de Groenlandia. También se espera que la base aérea de Thule se convierta en una estación de seguimiento de satélites adscrita a las Naciones Unidas.[cita requerida]
La tecnología moderna ha hecho que Groenlandia sea más accesible, no sólo debido a su base aérea. Sin embargo, Nuuk no tiene todavía un aeropuerto internacional. Las primeras emisoras de televisión de Groenlandia se crearon en 1982.

### Referéndum de 2008
El 25 de noviembre de 2008 Groenlandia aprobó la ampliación de su estatuto de autonomía mediante un Referéndum sobre su autogobierno que le otorga mayores recursos económicos, el control de sus recursos petrolíferos, y la posibilidad de acogerse al derecho de autodeterminación, aunque seguirá perteneciendo al Reino de Dinamarca
Esta ampliación entró en vigor el 21 de junio de 2009, Día Nacional de Groenlandia. El referéndum fue anunciado por el primer ministro Hans Enoksen el 2 de enero de 2008. Con esto, Groenlandia pasa a controlar asuntos clave como la administración de justicia, sus recursos naturales, como petróleo y gas, y el groenlandés se convirtió en la única lengua oficial. La política exterior quedó a cargo de Dinamarca.